# Дауни, Рэй
Рэ́ймонд Та́йлер Да́уни (англ. Raymond Tyler Downey; род. 23 сентября 1968, Галифакс) — канадский боксёр, представитель первой средней весовой категории. Выступал за сборную Канады по боксу в середине 1980-х — начале 1990-х годов, бронзовый призёр летних Олимпийских игр в Сеуле, серебряный призёр Игр Содружества, трёхкратный чемпион канадского национального первенства, победитель и призёр многих турниров международного значения. В период 1994—2000 годов боксировал также на профессиональном уровне, но без особого успеха.

## Биография
Рэй Дауни родился 23 сентября 1968 года в городе Галифакс провинции Новая Шотландия, Канада. Является представителем известной боксёрской династии, его отец Дэвид Дауни и дед Джордж Дауни тоже были достаточно известными боксёрами.

### Любительская карьера
Впервые заявил о себе на взрослом уровне в 1986 году, одержав победу на Кубке Канады в Монреале.
В 1987 году стал чемпионом Канады по боксу в первой средней весовой категории, вошёл в основной состав канадской национальной сборной и выступил на нескольких международных турнирах, в частности получил серебро на турнире Симона Боливара в Каракасе.
В 1988 году защитил звание чемпиона Канады и благодаря череде удачных выступлений удостоился права защищать честь страны на летних Олимпийских играх в Сеуле — в категории до 71 кг благополучно прошёл первых четырёх соперников по турнирной сетке, тогда как в пятом поединке на стадии полуфиналов со счётом 0:5 потерпел поражение от представителя Южной Кореи Пак Си Хуна и таким образом получил бронзовую олимпийскую медаль.
После сеульской Олимпиады Дауни остался в главной боксёрской команде Канады и продолжил принимать участие в крупнейших международных турнирах. Так, в 1989 году он выиграл Кубок Канады в Оттаве и выступил на чемпионате мира в Москве, где в четвертьфинале был остановлен советским боксёром Исраелом Акопкохяном.
В 1990 году в третий раз стал чемпионом Канады по боксу в первом среднем весе. Побывал на Играх Содружества в Окленде, откуда привёз награду серебряного достоинства — в решающем финальном поединке проиграл англичанину Ричи Вудхоллу. Боксировал на Играх доброй воли в Сиэтле, уступив в четвертьфинале представителю СССР Александру Лебзяку. Также в этом сезоне Дауни завоевал серебряную медаль на Кубке мира в Индии.
На Панамериканских играх 1991 года в Гаване в четвертьфинале был побеждён местным кубинским боксёром Хуаном Карлосом Лемусом, в то время как на мировом первенстве в Сиднее его в четвертьфинале победил норвежец Оле Клеметсен.
В 1992 году на Кубке Канады в Оттаве Рэймонд Дауни взял бронзу, проиграв в полуфинале англичанину Робину Риду. На американской олимпийской квалификации в Санто-Доминго сумел дойти до финала, уступив только пуэрториканцу Мигелю Хименесу — тем самым прошёл отбор на Олимпийские игры в Барселоне. На сей раз попасть в число призёров не смог, уже в стартовом поединке со счётом 5:12 потерпел поражение от представителя Индонезии Хендрика Симангунсонга.

### Профессиональная карьера
В период 1994—2000 годов Дауни выступал на профессиональном уровне в США, однако какого-то выдающегося успеха не добился. В общей сложности провёл на профи-ринге 19 боёв, из которых 16 выиграл (в том числе 8 досрочно), 2 проиграл, тогда как в одном случае была зафиксирована ничья.